# Platax altissimus
Espèce
Espèces de rang inférieur
- † Platax macropterygius
- † Platax woodwardii
- † Platax papilio, aussi appelé Eoplatax papilio

Platax altissimus est une espèce éteinte de poissons à nageoires rayonnées du genre Platax qui regroupe des espèces actuelles et fossiles. Platax altissimus a vécu dans les lagons tropicaux de l'océan Téthys, précurseur de la Méditerranée, au cours du Lutétien (Éocène moyen), il y a environ entre −48 et −41 Ma (millions d'années). Les plus beaux spécimens proviennent du site paléontologique et des niveaux de Lagerstätten du Monte Bolca en Vénétie (Italie),.

## Description
Platax altissimus est proche des espèces actuelles de poissons du genre Platax qui vivent principalement en zone intertropicale.
Platax altissimus est un grand poisson très aplati latéralement, particulièrement haut verticalement, avec une petite bouche. Au Monte Bolca, on le trouve avec son proche parent : Eoplatax papilio.

## Étymologie
Du grec « platus » (large et plat) et du latin « altissimus » (très haut) qui décrivent la morphologie du poisson.